# Bolesław Woytowicz
Bolesław Woytowicz (ur. 5 grudnia 1899 w Dunajowcach na Podolu, zm. 11 lipca 1980 w Katowicach)  – polski kompozytor, pianista i pedagog związany m.in. z Państwową Wyższą Szkołą Muzyczną w Katowicach. Współtwórca śląskiej szkoły kompozytorów. 

## Życiorys
Urodził się w rodzinie Michała (1877–1967) i Domicelli ze Zwolakowskich (1880–1967). Miał dziewięcioro rodzeństwa (jedno zmarło w niemowlęctwie), najstarszy był Bolesław, a następnie Wiktor, Wanda Staniszewska, Regina Michałowska, Halina Symonik, Kazimierz, Anna Radzimowska-Pachura, Henryk oraz Stefania Woytowicz-Rudnicka. Jego ojciec i dziadek Mikołaj byli organistami i to pod ich okiem pobierał pierwsze lekcje muzyki. 
Był dwukrotnie żonaty. Pierwszą żoną (od 19 maja 1931 do 17 września 1946) była dr Wanda Grabińska, radca w Ministerstwie Opieki Społecznej, pierwsza kobieta na stanowisku sędziowskim w Polsce. Od 12 października 1946 jego drugą żoną była Irena Bielińska z Goszczyńskich (1902–1964), rzeczoznawca z zakresu historii sztuki. 
Zmarł w Katowicach, pochowany w grobowcu rodzinnym (obok żony Ireny Bielińskiej-Woytowiczowej) na cmentarzu Wilanowskim w Warszawie. 

### Edukacja
Od 1912 uczył się w męskim gimnazjum klasycznym w Kamieńcu Podolskim, które ukończył w 1918 ze złotym medalem. Naukę gry na fortepianie rozpoczął w wieku 14 lat w średniej szkole muzycznej pod kierunkiem Nowackiej i T. Hanickiego. W latach 1916–1917 uczył się gry na fortepianie u pianisty i kompozytora Aleksandra Wielhorskiego w Kamieńcu Podolskim. Zanim rozpoczął karierę muzyczną obronił doktorat z filologii słowiańskiej na uniwersytecie w Kijowie. Studiował także prawo i matematykę w Warszawie. W latach 1920–1924 studiował grę na fortepianie w warszawskiej Wyższej Szkole Muzycznej w klasie Aleksandra Michałowskiego. Na tej samej uczelni studiował kompozycję pod kierunkiem Witolda Maliszewskiego i Felicjana Szopskiego. W latach 1929–1932 studiował kompozycję u Nadii Boulanger w Paryżu .

### Działalność artystyczna
Od 1924 koncertował jako pianista, zarówno w kraju, jak i za granicą. m.in. we Francji, Czechosłowacji, Austrii, Niemczech, Szwajcarii, Włoszech, w krajach nadbałtyckich, Holandii, Wielkiej Brytanii i Stanach Zjednoczonych. W 1927 wziął udział w I Międzynarodowym Konkursie Pianistycznym im. Fryderyka Chopina, uzyskując w dowód uznania specjalny dyplom. Począwszy od kolejnego konkursu regularnie zasiadał w gronie jego jury.
W czasie wojny, od 16 listopada 1939 prowadził w Warszawie kawiarnię z muzyką poważną, w której skupiała się działalność koncertowa i konspiracyjna środowiska muzycznego . Na początku lokal nosił nazwę „Dom Sztuki”, a w 1941 został przemianowany na „Kawiarnię prof. B. Woytowicza”. Woytowicz urządzał koncerty, pomagając w ten sposób artystom znajdującym się bez środków do życia. W kawiarni występowali m.in. Kazimierz Wiłkomirski, Eugenia Umińska, Irena Dubiska, duet fortepianowy Lutosławskiego i Panufnika, Zbigniew Drzewiecki, Jan Ekier, Ewa Bandrowska-Turska, Adam Didur, recitale dawał też sam Bolesław Woytowicz. Kawiarnia stanowiła jednocześnie miejsce spotkań muzyków prowadzących tajne nauczanie i uczestniczących w akcji oporu, była punktem kolportażu zakazanych ulotek i gazetek, „przechowalnią” dzieł sztuki, a nawet magazynem broni. W 1943 został aresztowany przez hitlerowców i osadzony na Pawiaku, gdzie spędził cztery tygodnie (od 22 maja do 23 czerwca 1943). Przeżycia z tego okresu opisał w opublikowanych po wojnie wspomnieniach (W okupowanej Warszawie). W powstaniu warszawskim zniszczeniu uległy 22 rękopisy jego utworów, w tym m.in. Koncert fortepianowy, Concertino na ork. i I symfonia.
Po wojnie kontynuował działalność koncertową. Występował do 1974, kiedy to postanowił całkowicie oddać się pracy pedagogicznej i komponowaniu. Wielokrotnie był jurorem w renomowanych międzynarodowych konkursach pianistycznych, m.in. w Bolzano, Montrealu, Budapeszcie, Paryżu i Rio de Janeiro.

### Działalność pedagogiczna
W 1945 rozpoczął pracę w Państwowej Wyższej Szkole Muzycznej w Katowicach, gdzie pełnił m.in. funkcję rektora (1946) i dziekana Wydziału Teorii i Kompozycji, kierował też katedrą fortepianu (1962–1963). Od 1963 wykładał także w Państwowej Wyższej Szkole Muzycznej w Krakowie (1963–1979, do 1969 roku jako kierownik tamtejszej I katedry Fortepianu), a przejściowo również w Państwowej Wyższej Szkole Muzycznej w Warszawie (1958–1961). Pracę pedagogiczną kontynuował do przejścia na emeryturę w 1975.
Działał w Związku Kompozytorów Polskich, w którym pełnił funkcję prezesa Zarządu Głównego (1939 i 1945), oraz był wiceprezesem (1951–1954) i kilkakrotnie członkiem zarządu. Był zaangażowany w prace Rady Wyższego Szkolnictwa Artystycznego przy Ministerstwie Kultury i Sztuki, rady programowej wydawnictw na fortepian PWM, Rady Naukowej Towarzystwa im. Fryderyka Chopina, również jako autor ministerialnych programów nauczania w wyższych szkołach muzycznych. W listopadzie 1949 został członkiem Ogólnokrajowego Komitetu Obchodu 70-lecia urodzin Józefa Stalina. Zajmował się też pracami edytorskimi, przygotował do wydania szereg utworów fortepianowych, m.in. Ludwiga van Beethovena, Claude’a Debussy’ego, Edvarda Griega, Isaaca Albéniza i Ferenca Liszta.

## Uczniowie
|  | - Urszula Mitręga - Zofia Owińska - Irena Protasewicz - Monika Sikorska-Wojtacha - Maria Szraiber - Zbigniew Śliwiński - Aleksander Woronicki | - Tadeusz Baird - Wojciech Kilar - Witold Szalonek - Józef Świder - Romuald Twardowski - Piotr Paweł Koprowski |

## Wybrane kompozycje
|  | - Dwa Mazurki na fortepian (1928) - Wariacje na fortepian (1928) - Dwanaście Pieśni na głos z fortepianem (1928–1930) - Fantazja na skrzypce i fortepian (1929) - Sonata na fortepian (1929) - Trzy Tańce na fortepian (1930) - Trio na flet, klarnet i fagot (1930) - L’enfant va dormir, kołysanka na sopran, flet, fagot i harfę (1930) - Oberek na fortepian (1930) - Mała Kantata Dziecięca na Pochwałę Bozi i Słońca na 3-głosowy chór dziecięcy a cappella (1931) - Kwartet Smyczkowy nr 1 (1932) - Koncert Fortepianowy (1932) - Suita Koncertowa na orkiestrę (1933) - Dwa Tańce Polskie na głos, skrzypce, wiolonczelę i fortepian (1933) - Żałobny Poemat „Pamięci Marszałka Piłsudskiego” na wielką orkiestrę symfoniczną (1935) - Concertino na małą orkiestrę symfoniczną (1936) - Powrót, balet (1937) - Symfonia nr 1, 20 wariacji w formie symfonii (1938) - Symfonia nr 2 „Warszawska” (1945) - Recitativo na skrzypce lub wiolonczelę i organy (1946) - Recitativo e arietta na fortepian (1947) - Dwanaście Etiud na fortepian (1948) | - Kantata na Pochwałę Pracy na głosy solowe, chór mieszany i orkiestrę (1948) - Sześć Szkiców Symfonicznych na wielką orkiestrę symfoniczną (1949) - Nasza Pieśń wersja I na chór mieszany i małą orkiestrę symfoniczną (1950) - Nasza Pieśń wersja II na chór mieszany (1950) - Nasza Pieśń wersja III na głos i fortepian (1950) - Prorok, Kantata na bas, chór żeński, chór męski i orkiestrę symfoniczną (1950) - Pokój, wersja I, Pieśń na głos i fortepian (1951) - Pokój, wersja II, Pieśń na chór mieszany a cappella (1951) - Pokój, wersja III, Pieśń na chór mieszany i fortepian (1951) - Sonata na flet i fortepian (1952) - Kwartet smyczkowy nr 2 (1953) - Trzy Ludowe Pieśni Śląskie na chór mieszany (1955) - Lamento wersja I, wokaliza na sopran, klarnet i fortepian (1957) - The Great Fugue na kwartet smyczkowy i dwa zespoły smyczkowe (1958) - Lamento wersja II, wokaliza na sopran i orkiestrę symfoniczną (1959) - Dziesięć Etiud na fortepian (1960) - Symfonia nr 3 „Piano Concertante” na fortepian i orkiestrę (1963) - Miniatura wersja I na skrzypce i fortepian (1966) - Miniatura wersja II na skrzypce, altówkę i wiolonczelę (1966) - Mała Sonata na fortepian (1977) - De Profundis na głos i organy (1977) |

Źródło:.

## Ordery i odznaczenia
- Order Sztandaru Pracy I klasy (19 lipca 1955)[13]
- Order Sztandaru Pracy II klasy (22 lipca 1949)[14]
- Krzyż Oficerski Orderu Odrodzenia Polski (22 lipca 1952)[15]
- Krzyż Kawalerski Orderu Odrodzenia Polski (11 listopada 1937)[16]
- Medal 10-lecia Polski Ludowej (28 lutego 1955)[17]
- Medal Komisji Edukacji Narodowej[4] (1969)[18]
- Odznaka 1000-lecia Państwa Polskiego[4]
- Medal 100-lecia Warszawskiego Towarzystwa Muzycznego (1970)[4]

## Nagrody
- Wyróżnienie na pierwszym konkursie chopinowskim (1927)
- II nagroda na Konkursie Kompozytorskim im. Kronenberga za Koncert fortepianowy (1932)
- I nagroda na Międzynarodowym Konkursie Kompozytorskim w Berlinie za utwór Petite Cantate enfantine (1935)[4]
- Złoty Medal za balet Powrót na Międzynarodowej Wystawie w Paryżu (1937)
- Państwowa Nagroda Muzyczna za całokształt pracy w dziecinie muzyki (1937)[19]
- Państwowa Nagroda Artystyczna I stopnia za Symfonię nr 2 „Warszawską” (1948)
- Państwowa Nagroda Artystyczna I stopnia (zespołowa) w dziale muzyki za przygotowanie kandydatów do IV Międzynarodowego Konkursu im. Chopina (1950)[20]
- I nagroda Festiwalu Muzyki Polskiej za kantatę Prorok (1951)
- I nagroda Festiwalu Muzyki Polskiej za Kwartet smyczkowy nr 2 (1956)
- nagroda ZKP (dwukrotnie: 1958 za całokształt twórczości; 1980 za zasługi dla polskiego życia muzycznego w czasie okupacji hitlerowskiej)
- Nagroda Ministra Kultury i Sztuki I stopnia (dwukrotnie: 1964, 1965)

Źródło:.